# Билингтон Хајтс (Њујорк)
Билингтон Хајтс (енгл. Billington Heights) насељено је место без административног статуса у америчкој савезној држави Њујорк.

## Демографија
По попису из 2010. године број становника је 1.685, што је 6 (-0,4%) становника мање него 2000. године.
| Група             | 2000.         | 2010.         |
| Белци             | 1.659 (98,1%) | 1.648 (97,8%) |
| Афроамериканци    | 8 (0,5%)      | 2 (0,1%)      |
| Азијати           | 10 (0,6%)     | 10 (0,6%)     |
| Хиспаноамериканци | 11 (0,7%)     | 12 (0,7%)     |
| Укупно            | 1.691         | 1.685         |